# Der große Trip – Wild
Der große Trip – Wild ist ein US-amerikanischer Spielfilm des Regisseurs Jean-Marc Vallée, der die Erlebnisse einer jungen Frau während ihrer Weitwanderung auf dem Pacific Crest Trail im Westen der USA erzählt. Der Film basiert auf den Erfahrungen der US-Amerikanerin Cheryl Strayed, die sie in ihrem Buch Der große Trip: Tausend Meilen durch die Wildnis zu mir selbst niederschrieb. Im Film wird sie von der Oscar-Preisträgerin Reese Witherspoon verkörpert.
Der große Trip – Wild wurde erstmals am 29. August 2014 auf dem Telluride Film Festival in Colorado gezeigt. In den nordamerikanischen Kinos war er ab dem 5. Dezember 2014 zu sehen, in den deutschen ab dem 15. Januar 2015.

## Handlung
Nach einigen Schicksalsschlägen in ihrem Leben, unter anderem dem Tod ihrer Mutter Bobbi, Heroinkonsum, einem wahllosen Sexualleben und der Scheidung von ihrem Ehemann Paul, beschließt die 26-jährige Cheryl, einen neuen Lebensabschnitt zu starten.
Als sie zufällig in einem Outdoor-Geschäft einen Reiseführer findet, beschließt sie trotz fehlender Vorkenntnisse, allein dem Pacific Crest Trail zu folgen, einem durch die Wildnis Kaliforniens, Oregons und Washingtons führenden Weitwanderweg. Auf dieser rund 1600 Kilometer langen Wanderung begegnet sie verschiedenen Personen, muss den Naturgewalten trotzen und mit den Strapazen der Wanderung fertigwerden. Vor allem muss sie in der Auseinandersetzung mit sich selbst ihr bisheriges Leben ordnen und eine positive Struktur finden.
Während der Wanderung zeigen Rückblenden nach und nach Cheryls Vergangenheit: die enge Beziehung zur alleinerziehenden Mutter, die Kindheit in materieller Armut mit einem gewalttätigen Vater, die gemeinsamen Schritte in Richtung sozialer Aufstieg. Die Rückblenden sind zunächst nur kurze Gedankensplitter, erst im Laufe der Wanderung kann Cheryl sich auf ihre Vergangenheit ganz einlassen und findet Zusammenhänge. Diese führen zu einem verklärten Bild der Mutter Bobbi, die in Cheryls Erinnerung singt und tanzt, kitschige Lebensweisheiten verbreitet und die kleine Familie mit Großzügigkeit zusammenhält. Als Bobbi sich zusammen mit ihrer Tochter am College einschreibt und dank ihrer Lebenserfahrung und Energie nur Bestnoten schreibt, endet kurz danach der gemeinsame Weg durch den Krebstod der Mutter. Cheryls Leben bricht zusammen.
Ihren Ex-Ehemann kann sie sich als Freund erhalten, die Scheidung feiern sie mit einem gemeinsamen Tattoo und er unterstützt sie auf der Wanderung durch Pakete mit abgesprochenem Inhalt, die sie an wichtigen Wegpunkten erwarten.
Cheryl schleppt sich mit einem viel zu großen und zu schweren Rucksack voll mit unnützer Ausrüstung, aber falschem Brennstoff für ihren Kocher durch die Wüste. Sie trifft Menschen, von denen sie Hilfe bekommt, und solche, die bedrohlich wirken. Verschiedene andere Wanderer sind immer mal wieder Gesprächspartner nach langen Tagen allein. Wegen ungewöhnlich viel Schnee muss sie einen Teil der Strecke mit dem Bus fahren, wagt sich dann aber wieder in die schneereichen Hügelketten, die auf dem Weg nach Norden langsam in Urwälder übergehen. Als sie schließlich an der Bridge of the Gods über den Columbia River ankommt, der Grenze zwischen Oregon und Washington, scheint sie den Einklang mit sich, ihrer Vergangenheit und der Welt wiedergefunden zu haben. Zuletzt gibt sie einen Ausblick auf ihr weiteres, augenscheinlich erfülltes Leben.

## Inszenierung
Der Film kreist fast ausschließlich um Cheryls Person. Die sie umgebende Natur spielt kaum eine Rolle. Auch andere Personen auf der Wanderung kommen nur in kurzen Szenen vor. Als mythischer Begleiter taucht an körperlich und spirituell wichtigen Stellen mehrmals ein Rotfuchs auf.
Die Atmosphäre des Films wird durch die Musik mitgeprägt. Wesentliche Beiträge stammen aus den 1970er und 1980er Jahren von Simon & Garfunkel oder der Pat Metheny Group. Jüngere Songs stammen von Lucinda Williams oder Portishead. El cóndor pasa von Simon & Garfunkel dient als Leitmotiv und wird mehrmals angespielt, bis es zum Abspann erstmals über die charakteristischen Takte hinauskommt.
Die Worte, die Cheryl am Schluss des Films spricht, stammen aus dem Buch von Cheryl Strayed, das als Vorlage für den Film diente.

## Produktion
Reese Witherspoon sicherte sich die Filmrechte an Cheryl Strayeds Buch mit dem Ziel, sowohl den Film zu produzieren als auch die Hauptrolle zu spielen. Gleichzeitig erwarb Witherspoon die Rechte an Gone Girl, wo sie nur die Produktion übernahm. Als Drehbuchautor verpflichtete sie Nick Hornby. Er wollte den direkten Erzählstil des Buches, der ihm sehr „amerikanisch“ vorkam, möglichst genau in den Film übertragen.
Für Witherspoon war die Produktion des Films mit ihrem eigenen Geld wichtig, um eine Rolle außerhalb ihres bisherigen Schaffens spielen zu können. Eine Heroinkonsumentin, die wahllos Sex hat, wäre von keinem anderen Produzenten mit ihr besetzt worden, aber sie wollte die Vorstellungen des amerikanischen Kinos erweitern, was eine Frau in der Hauptrolle tun und lassen kann: „Ich habe noch nie einen Film wie ‚Wild‘ gesehen, in dem eine Frau ohne Mann, ohne Geld, ohne Familie und ohne Perspektiven herauskommt, aber trotzdem ein Happy End hat.“
Für die beim Dreh 38-jährige Witherspoon war die Darstellung der in der Realität 26-jährigen Cheryl Strayed das nach eigenen Angaben Anstrengendste, was sie je getan hat. Als Zugeständnis an Hollywood sah Witherspoon weniger hart und dreckig aus als Strayed auf den Bildern von ihrer Wanderung, die im Abspann des Films gezeigt werden. Andererseits ist Witherspoon deutlich kleiner, sodass der Kontrast zu ihrem übergroßen Rucksack noch deutlicher wird. Aber auch so wirkte Witherspoon am Set genauso schmutzig und erschöpft wie jeder andere Weitwanderer. Regisseur Jean-Marc Vallée ließ sie unter schweren Rucksäcken Hügel erklimmen und sie spielte selbst eine Szene, in der sie über und über mit Laubfröschen bedeckt aus dem Schlaf erwacht.
Gedreht wurde in der Sonora-Wüste in Südkalifornien und im nördlichen Oregon. Diese Regionen stehen für alle Teile der dreimonatigen Wanderung. Dazu wurden Joshua Trees aus der benachbarten Mojave-Wüste in die Sonora-Wüste transportiert und die Umgebung des Mount Hood ausgewählt, weil dort Gebirge und Wälder gedreht werden konnten, die alle Landschaftsformen vom nördlichen Kalifornien bis zum Columbia River abdecken.

## Rezeption
Der große Trip erhielt ein gutes Presseecho, was sich auch in den Auswertungen US-amerikanischer Aggregatoren widerspiegelt. So erfasst Rotten Tomatoes größtenteils wohlwollende Besprechungen und ordnet den Film dementsprechend als „Zertifiziert Frisch“ ein. Laut Metacritic fallen die Bewertungen im Mittel „Grundsätzlich Wohlwollend“ aus.

„Im Herzen ist Der große Trip die Geschichte einer Frau, die im Clinch mit der Vergangenheit und mit sich selbst liegt. […] Ähnlich wie Matthew McConaugheys Hauptfigur in Jean-Marc Vallées vorigem Film Dallas Buyers Club hat auch Cheryl jede Menge Ecken und Kanten, ihre Schwächen werden wie dort schonungslos, aber dennoch einfühlsam zum Vorschein gebracht. […] Oscar-Preisträgerin Witherspoon […] lässt hinter der Fassade von Härte und Egoismus eine Mischung aus unterdrückter Wut und Unsicherheit spüren, sie macht aus Cheryl trotz aller Macken eine faszinierende und jederzeit zugängliche Figur. Und das Schönste dabei ist, dass sie keine platten Lektionen lernen muss, sondern bis zum Ende kompliziert bleiben darf – trotz der etwas platten (und wenig feministischen) Glücksverheißung des Finales.“

„Dass Wild dann doch kein großer Wurf geworden ist, liegt an der geradlinigen und vorhersehbaren Dramaturgie klassischer Läuterungsgeschichten. Die kinotauglichere Fallhöhe liegt hier eher in der tragischen Vorgeschichte. […] Trotz aller Hin- und Rückblenden, trotz angenehm poriger und ästhetisch runtergedimmter Sexszenen, trotz einer von Witherspoon glaubwürdig dilettantischen, schnaufenden Wanderin zerfällt Wild früh in seine erzählerischen Einzelteile.“

„Das auf einem realen Erfahrungsbericht beruhende Drama einer Selbstfindung verzichtet zwar nicht ganz auf die Strukturen einer klassischen Erlösungsgeschichte, überzeugt aber dank seiner nüchternen, gleichwohl auch humorvollen Inszenierung.“

Des Weiteren wurde der Film bei den folgenden Auszeichnungen berücksichtigt:
- AACTA International Award
  - Nominierung in der Kategorie Beste Hauptdarstellerin für Reese Witherspoon
- Critics’ Choice Movie Award
  - Nominierung in der Kategorie Beste Hauptdarstellerin für Reese Witherspoon
  - Nominierung in der Kategorie Bestes adaptiertes Drehbuch für Nick Hornby
- Golden Globe Award
  - Nominierung in der Kategorie Beste Hauptdarstellerin – Drama für Reese Witherspoon
- Oscar
  - Nominierung in der Kategorie Beste Hauptdarstellerin für Reese Witherspoon
  - Nominierung in der Kategorie Beste Nebendarstellerin für Laura Dern
- San Francisco Film Critics Circle Award[18]
  - Nominierung in der Kategorie Beste Hauptdarstellerin für Reese Witherspoon
  - Nominierung in der Kategorie Bestes adaptiertes Drehbuch für Nick Hornby
- Satellite Award[19]
  - Nominierung in der Kategorie Beste Hauptdarstellerin für Reese Witherspoon
  - Nominierung in der Kategorie Beste Nebendarstellerin für Laura Dern
  - Nominierung in der Kategorie Bestes adaptiertes Drehbuch für Nick Hornby
- Screen Actors Guild Award
  - Nominierung in der Kategorie Beste Hauptdarstellerin für Reese Witherspoon
- Washington D.C. Area Film Critics Association Award
  - Nominierung in der Kategorie Beste Hauptdarstellerin für Reese Witherspoon
  - Nominierung in der Kategorie Beste Nebendarstellerin für Laura Dern
  - Nominierung in der Kategorie Bestes adaptiertes Drehbuch für Nick Hornby
- Writers Guild of America Award[20]
  - Nominierung in der Kategorie Bestes adaptiertes Drehbuch für Nick Hornby